# Yuma (Arizona)
Pour les articles homonymes, voir Yuma.
Yuma est une ville dans l'État de l'Arizona, aux États-Unis, siège du comté de Yuma. Elle est située dans le sud-ouest de l'État, à la confluence du fleuve Colorado et de la rivière Gila. Près des frontières avec la Californie au nord-ouest et le Mexique à l'ouest et au sud. D'après le Livre Guinness des records, Yuma est la ville la plus ensoleillée de la planète.
En 2020, la population de Yuma est estimée à 95 548 habitants, bien que plus de 85 000 retraités en font leur résidence secondaire en hiver[réf. nécessaire].

## Histoire

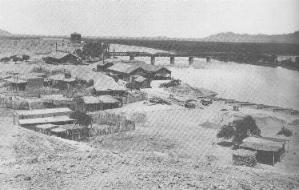
Croisement de Yuma et pont de chemin de fer en 1886. Le pont a été construit en 1877.

Les Amérindiens étaient les premiers habitants de cette région, leurs descendants occupent maintenant les réserves indiennes de Fort Yuma et de Cocopah. En 1540, Hernando de Alarcón et Melchor Díaz ont immédiatement vu que ce lieu où il était facile de traverser le fleuve Colorado était idéal pour construire une ville. Plus tard des expéditions militaires traversèrent le Colorado à Yuma, notamment celle de Juan Bautista de Anza (1774), le Bataillon mormon (1848) et la colonne de Californie (1862).

## Climat
Yuma possède un climat désertique chaud et sec (Classification de Köppen : BWh) avec des étés très longs, très chauds et très secs ainsi que des hivers courts, extrêmement doux (voire chauds) et ensoleillés. Cette ville est très connue pour son ensoleillement et la chaleur de son climat à l'année.
D'après le Livre Guinness des records, Yuma est la ville la plus ensoleillée de la planète. Sur les 4 380 heures d'ensoleillement possibles chaque année, le soleil brille sur Yuma pendant plus de 4 015 heures (soit 92 % de la durée du jour dont la moyenne journalière est de plus de 11 heures d'ensoleillement à l'année) ce qui veut dire qu'il y a environ 330 jours ensoleillés. Il s'agit par ailleurs de la seule et unique ville au monde à avoir atteint ou dépassé 4 000 heures d'ensoleillement annuel. Pour comparer, Marseille, qui est la ville majeure la plus ensoleillée de France ne reçoit qu'en moyenne 2 835 heures d'ensoleillement chaque année (soit 62 % du temps) et Paris, 1 630 (35 % du temps), même s'il faut toutefois enlever environ 200 heures d'ensoleillement annuel sur les relevés américains pour corriger la différence de méthode de mesure entre les deux pays.
Le climat très chaud, très sec et très ensoleillé rend la ville intéressante et attire l'intérêt des militaires qui entraînent leurs pilotes ici. Yuma est une des meilleures destinations climatiques des États-Unis pour les personnes voulant éviter le froid, les nuages et la pluie. De plus, Yuma est officiellement la ville la plus sèche des États-Unis en termes de précipitations (elle ne reçoit que 75 mm de pluie par an et il ne pleut qu'en moyenne 16 jours à l'année) mais aussi en termes d'humidité relative avec une moyenne de seulement 27,4 %. Yuma est une des villes des États-Unis ayant la température maximale moyenne la plus élevée en été mais aussi en hiver. En effet, Yuma possède 175 jours par an avec une température maximale diurne supérieure ou égale à 32 °C et les températures maximales diurnes hivernales sont supérieures à 20 °C et il est vraiment rare que le mercure descende en dessous de 17 °C.
En hiver, les températures peuvent atteindre les 30 °C (le record étant de 33 °C pour le mois de décembre). En été, les températures sont très élevées, tournant autour des 43 °C et environ 28 °C la nuit.
Le 28 juillet 1995, Yuma a atteint son record de chaleur à 51 °C. Il est extrêmement rare, et ce même en pleine nuit hivernale, que les températures descendent en dessous de 0 °C. Aucun indice de neige n'a jamais été enregistré à Yuma.
| Mois                                | jan.  | fév.  | mars  | avril | mai   | juin  | jui.  | août  | sep.  | oct.  | nov.  | déc.  | année   |
| ----------------------------------- | ----- | ----- | ----- | ----- | ----- | ----- | ----- | ----- | ----- | ----- | ----- | ----- | ------- |
| Température minimale moyenne (°C)   | 8     | 10    | 12    | 16    | 19    | 23    | 27,1  | 27,1  | 24,1  | 18    | 12    | 8     | 17,2    |
| Température moyenne (°C)            | 14,6  | 17    | 19,5  | 23,5  | 27    | 31,6  | 34,6  | 34,2  | 31,2  | 25,2  | 18,6  | 14,5  | 24,4    |
| Température maximale moyenne (°C)   | 21,1  | 24    | 27    | 31    | 35    | 40,2  | 42    | 41,2  | 38,3  | 32,4  | 25,2  | 21    | 31,6    |
| Record de froid (°C)                | 0     | 3     | 6     | 8     | 11    | 14    | 17    | 17    | 12    | 7     | 4     | 1     | 0       |
| Record de chaleur (°C)              | 31    | 37    | 40    | 44    | 50    | 50    | 51    | 50    | 51    | 44    | 38    | 33    | 51      |
| Nombre de jours avec gel            | 0     | 0     | 0     | 0     | 0     | 0     | 0     | 0     | 0     | 0     | 0     | 0     | 0       |
| Ensoleillement (h)                  | 268,4 | 270,8 | 335,5 | 365,5 | 407,4 | 415,4 | 392,6 | 375,6 | 341,7 | 319,6 | 270,1 | 252,7 | 4 015,3 |
| Précipitations (mm)                 | 10    | 7     | 7     | 2     | 1     | 1     | 6     | 16    | 7     | 7     | 4     | 7     | 75      |
| Nombre de jours avec précipitations | 2,6   | 1,7   | 2     | 0,8   | 0,4   | 0,2   | 1,1   | 2,1   | 1,2   | 1,2   | 1,4   | 2,5   | 16,1    |
| Humidité relative (%)               | 34    | 31    | 24    | 22    | 19    | 19    | 28    | 33    | 30    | 28    | 27    | 34    | 27,4    |
| Nombre de jours avec neige          | 0     | 0     | 0     | 0     | 0     | 0     | 0     | 0     | 0     | 0     | 0     | 0     | 0       |

| Diagramme climatique                                  |       |       |       |       |         |         |            |           |         |         |      |
| J                                                     | F     | M     | A     | M     | J       | J       | A          | S         | O       | N       | D    |
| 21,1810                                               | 24107 | 27127 | 31162 | 35191 | 40,2231 | 4227,16 | 41,227,116 | 38,324,17 | 32,4187 | 25,2124 | 2187 |
| Moyennes : • Temp. maxi et mini °C • Précipitation mm |       |       |       |       |         |         |            |           |         |         |      |

## Démographie
| Groupe            | Yuma | Arizona | États-Unis |
| ----------------- | ---- | ------- | ---------- |
| Euro-américains   | 68,8 | 73,0    | 72,4       |
| Autres            | 19,6 | 11,9    | 6,2        |
| Métis             | 4,5  | 3,4     | 2,9        |
| Afro-Américains   | 3,2  | 4,1     | 12,6       |
| Asiatiques        | 1,9  | 2,8     | 4,8        |
| Amérindiens       | 1,8  | 4,6     | 0,9        |
| Océaniens         | 0,2  | 0,2     | 0,2        |
| Total             | 100  | 100     | 100        |
|                   |      |         |            |
| Latino-Américains | 54,8 | 29,7    | 16,7       |

Selon l'American Community Survey, pour la période 2011-2015, 54,89 % de la population âgée de plus de 5 ans déclare parler anglais à la maison, alors que 42,31 % déclare parler l'espagnol, 0,58 % le tagalog et 2,22 % une autre langue.
| 1870  | 1880  | 1890  | 1900  | 1910  | 1920  | 1930  | 1940  |
| ----- | ----- | ----- | ----- | ----- | ----- | ----- | ----- |
| 1 144 | 1 200 | 1 773 | 1 519 | 2 914 | 4 237 | 4 892 | 5 325 |

| 1950  | 1960   | 1970   | 1980   | 1990   | 2000   | 2010   | 2020   |
| ----- | ------ | ------ | ------ | ------ | ------ | ------ | ------ |
| 9 145 | 23 974 | 29 007 | 42 481 | 56 966 | 77 515 | 93 064 | 95 548 |

## Personnalité liée à la ville
- César Chávez (1927-1993), syndicaliste paysan américain.
- Noland Arbaugh (1993 ou 1994 -), première personne tétraplégique à recevoir un implant cérvral développé par Neuralink,